# 암호화, 통신 및 컴퓨터 과학 연구원
암호화, 전기 및 컴퓨터 과학 연구원(러시아어: Институт криптографии, связи и информатики) 또는 IKSI(ИКСИ)는 정보 전송, 보호 및 처리와 같은 분야의 전문가를 양성하는 러시아 연방 보안국 아카데미 내의 연구 기관이다. 주요 전문 교육 분야는 암호학, 응용 수학, 정보 기술 및 디지털 기술, 전기 공학, 무선 기술 및 통신이다.
소련의 해체 이전에 이 연구소는 KGB 고급학교의 기술 학부로 알려져 있었다.

## 역사
이 연구소는 1949년 정치국의 결의에 따라 고등 암호 학교가 설립되고 소련 각료회의 결의에 따라 모스크바 주립 대학의 역학-수학 학부에 비공개 학과가 설립되면서 역사가 시작되었다. 나중에 이들은 통합되어 KGB의 제르진스키 고급학교의 기술 교수진이 되었다.
이 연구소는 응용 수학, 전문 공학 및 정보 보안 학부, 자연 과학, 특수 기술 및 영어 학부로 구성되어 있다. 연구소는 또한 야간 물리학 및 수학 학교, 전 예산 과학 연구 실험실을 운영하고 아카데미는 대학원 군사 과정, 석사 및 박사 학위 논문 보드를 제공한다.

## 전문분야
- 응용수학과
- 암호화
- 응용 수학 및 컴퓨터 과학 정보 및 분석 프로세스의 자동화
- 특수 기술 정보, 보안 통신 시스템 및 전자 시스템 학부
- 정보 보안 학부

## 유명한 졸업생
- 유진 카스퍼스키 – 사이버 보안 전문가[1]

## 같이 보기
- 미국 FBI 아카데미
- 국가정보대학
- 머시허스트 대학교 정보학 연구소